# Tennessee Claflin
Tennessee Claflin, född 26 oktober 1844 i Licking County i Ohio, död 18 januari 1923, var en amerikansk entreprenör. 
Hon blev 1870, tillsammans med sin syster Victoria Woodhull, den första kvinna som öppnade en mäklarfirma på Wall Street i New York. 